# Opération chirurgicale

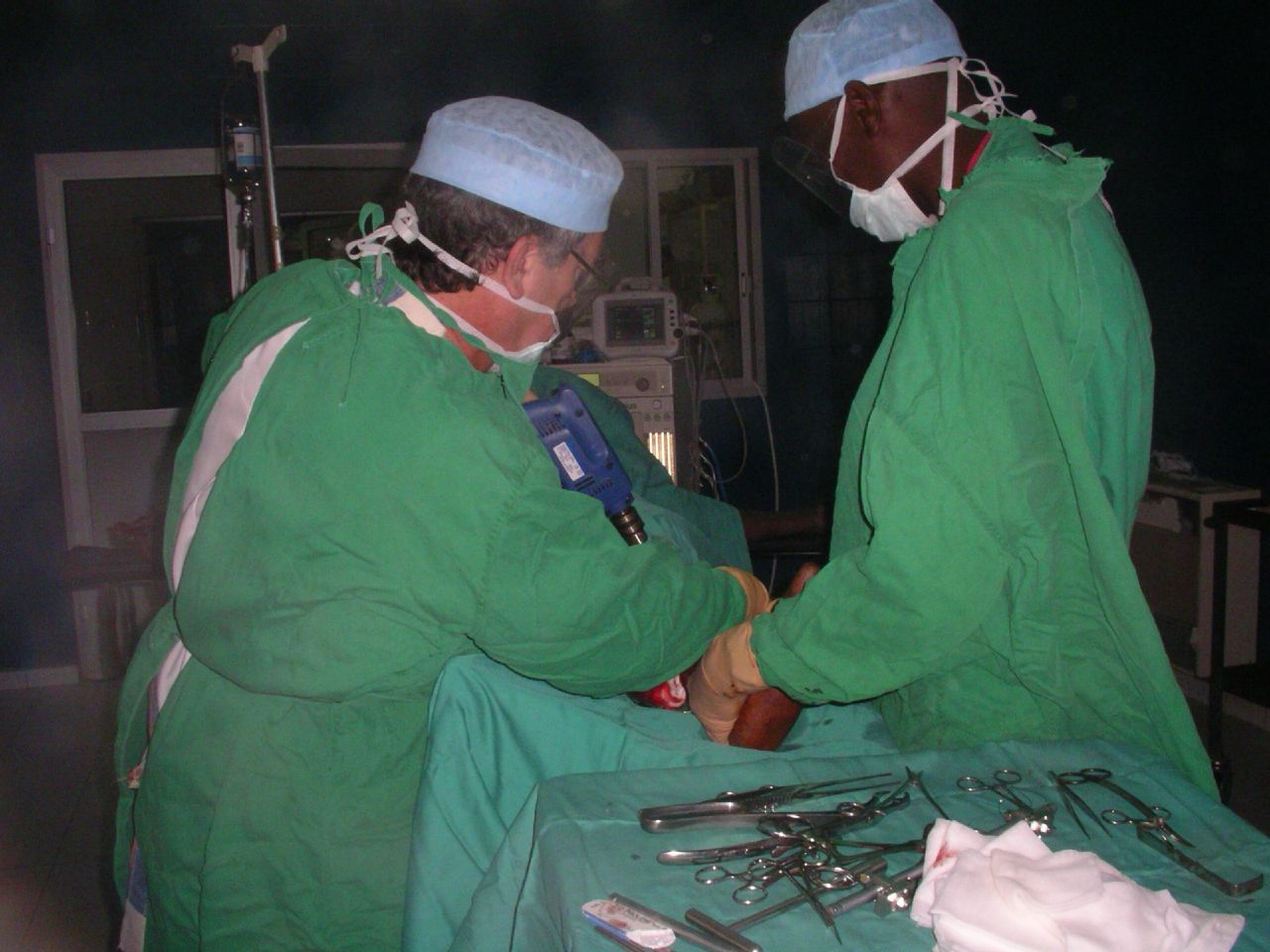
Opération chirurgicale à l'hôpital de Louga (Sénégal)

Une opération chirurgicale est un acte médical qui consiste le plus souvent à extraire une structure ou à atteindre un organe à traiter après incision sur un patient anesthésié en milieu stérile. Les opérations chirurgicales sont des actes manuels pratiqués par les chirurgiens.
Les interventions chirurgicales servent en général à réparer un traumatisme grave (fracture grave, hémorragie...), à soigner une infection, extraire une structure pathologique, libérer un organe compressé (occlusion intestinale, par exemple) ou encore à corriger une malformation ou une caractéristique physique considérée comme un défaut handicapant par le patient (chirurgie esthétique).
Dans le monde en 2007-2008, environ 234 millions d'opérations chirurgicales sont réalisées dans les hôpitaux.

## Opérations les plus courantes
On estime qu'en 1994, aux États-Unis, l'opération chirurgicale la plus courante était la chirurgie de la cataracte, avec environ 2 049 000  personnes par an. La seconde opération la plus courante dans ce pays — et peut-être la plus courante pour la population masculine — pourrait[évasif] être la circoncision.
Les extractions dentaires pourraient être les opérations les plus pratiquées de par le monde[réf. nécessaire].

## Démarche qualité
Une check-list simple permettrait de diviser par deux le nombre de morts et de complications post-opératoires (pour le mois suivant l'opération).

Une étude conduite en 2007 et 2008 sur 3733 patients devant subir une chirurgie non cardiaque dans 8 hôpitaux de 8 pays. 3955 des patients ont bénéficié d'une check-list et ont été suivis un mois après l'opération.

L'étude publiée en 2009 a conclu que dans le cas d'une opération chirurgicale, que ce soit dans un hôpital moderne de pays riche, ou dans un pays dit « pauvre », la vérification systématique et à voix haute de 19 points (recommandés par les guides de bonnes pratiques et l'OMS) pendant et après l'opération, réduisait de 36 % le risque de complication (dont mort) dans le mois suivant l'opération.

Cette liste inclut des items aussi simples que : vérifier l'identité du patient, qu'il a bien reçu un traitement antibiotique préventif, recompter les instruments après l'opération. Sans check-list, 1,5 % des opérés décèdent dans les 30 jours suivant l'opération, et avec cette procédure de contrôle ce taux n'est plus que de 0,8 % (P = 0,003). Le taux de complications non mortelles est passé de 11,0 % des patients à 7,0 % après l'introduction de la liste de contrôle (P <0,001) . Le temps qui peut sembler perdu au moment de l'opération est largement récupéré par la diminution des échecs et récidives. Sachant qu'en 2008, selon les auteurs de cette étude, on estimait à 234 millions le nombre opérations chirurgicales réalisées chaque année, le nombre de personnes sauvées, ou mieux, soignées ne serait pas négligeable si cette pratique était généralisée ou obligatoire.
Une procédure similaire de diagnostic différentiel poussé et méthodique en amont permettrait peut-être d'encore améliorer le service aux patients.